# Міранка
Міранка — річка в Білорусі у Корелицькому районі Гродненської області. Права притока річки Уша (басейн Німану).

## Опис
Довжина річки 22 км, похил річки 1,7 м/км , площа басейну водозбору 85 км² . Формується притокою та безіменними струмками. Річище протягом 7,2 км каналізоване.

## Розташування
Бере початок за 2 км на південно-східній стороні від села Сімаково. Тече переважно на північний захід через місто Мір і за 2 км на східній стороні від села Загір'є впадає у річку Ушу, ліву притоку річки Німану.